# 印尼金剛銀漢魚
印尼金剛銀漢魚，為輻鰭魚綱銀漢魚目虹銀漢魚科的其中一種，分布於印尼巴布亞省淡水流域，為熱帶魚類，棲息在石灰岩溶洞的溪流底中層水域，生活習性不明。